# ミハラヤスヒロ
三原 康裕（みはら やすひろ、1972年6月15日 - ）は、日本のシューズデザイナー。妻はジャズピアニストの上原ひろみ。

## 年譜
- 1972年6月 画家の母とにわとり研究家の父との間の次男として長崎県で生まれる。
- 1993年4月 多摩美術大学美術学部デザイン学科テキスタイル専攻に入学。
- 1994年 独学で靴を作り始める。
- 1996年 靴メーカーのバックアップによりオリジナルブランド「archi doom」を立ち上げる。
- 1997年3月 多摩美術大学美術学部デザイン学科テキスタイル専攻を卒業。
大学卒業後、シューズメーカー「EVOL」の設立に参加する。
その後ブランド名を「archi doom」から「MIHARAYASUHIRO」に変える。
- 1998年9月 初の直営店「SOSU MIHARAYASUHIRO」を東京、青山にオープンする。
- 1999年
  - 4月 有限会社SOSUを設立、「SOSU」は1とその数字自身しか割り切れないという意味。
  - 規則性をもたず永遠に続くという事から命名する。
  - 11月 MIHARAYASUHIRO ウェアーラインを東京コレクションにて発表。
- 2000年
  - 4月 PUMA BY MIHARAYASUHIRO コラボレーションスニーカーを日本のみ発表[1]。
  - 9月 直営2号店「SOSU MIHARAYASUHIRO」を福岡、大名にオープンする。
- 2001年9月 PUMA MIHARAYASUHIRO コラボレーションスニーカーを全世界同時発売。PUMA AGとデザイナーとして契約する。
- 2002年
  - 1月 PITTI UOMOにてPUMA by MIHARAYASUHIROがデビューする。
  - 3月 直営3号店「SOSU MIHARAYASUHIRO」を大阪、南堀江にオープンする。
- 2003年5月 PUMA by MIHARAYASUHIROのパーティーをロンドンにて行う。
- 2004年
  - 1月 KARADA社と海外ライセンス契約を結ぶ。オリジナルラインMIHARAYASUHIROを海外デビューする。
  - 2月 直営2号店「SOSU MIHARAYASUHIRO」を福岡、大名にてリニューアルオープンする。
  - 6月 ミラノメンズコレクションにて、コレクションを開催する。
PUMA by MIHARAYASUHIROのウェアーラインを発表。
- 2005年
  - 1月 ミラノメンズコレクション初参加する。
フィレンツェで開かれるPITTI UOMO（ピッティ・ウォモ）にMIHARAYASUHIROラインが招待され、招待デザイナーとして参加。
  - 3月 PUMA by MIHARAYASUHIRO WEB SITEが立ち上がる。
  - 4月 ロンドン大手デパートセルフリッジズにてPUMA by MIHARAYASUHIROのエキシビジョンを開催。
- 2006年
  - 1月 ミラノコレクションにてタップダンサー熊谷和徳とのコラボレーションを行い、評価を受ける。
  - 6月 ジャズピアニスト上原ひろみの演奏にてミラノコレクションを行う。
  - 9月 「COTTON CLUB」にて東京コレクションを行う。ゲストに熊谷和徳（タップ）、上原ひろみ（ジャズピアニスト）。
  - 11月 「COLLETE」にてPUMA by MIHARAYASUHIROのコレクターズブック発表。
- 2007年
  - 1月 MILANO MEN'S からPARIS MEN'S COLLECTIONにて2007-2008年の秋冬メンズコレクションを発表。
  - 4月 APRICAとのコラボレーションシューズを発表。
  - 8月 直営4号店「SOSU MIHARAYASUHIRO」香港店オープンする。
- 2008年
  - 6月 PITTI IMAGINE UOMOにてゲームソフトdress(PlayStation 3)で PUMA by MIHARAYASUHIROのアパレルラインを発表。
パリコレクションメンズにてコレクショントップ10に選ばれる。
  - 9月 フォトグラファー半沢健写真展をスパイラルホールにて開催。
- 2009年
  - 1月 パリコレクションにてアーティストの山川冬樹とコラボレーションを行う。
アイウェアーMIHARAYASUHIRO×husam el odeh EYEを発表する。
  - 6月 アート展ヴェネツィア・ビエンナーレに参加。
SS10パリコレクションにて大平技研のプラネタリウム、メガスターを演出に用いたコレクションを発表する。
ジュエリーMIHARAYASUHIRO×husam el odeh produced by TASAKIを発表。
  - 10月 東京コレクションにてSS10 MIHARAYASUHIRO レディースコレクションを発表する。
- 2010年
  - 1月 パリコレクションにてヴァイオリニスト五嶋龍とコラボレーションを行う。
  - 3月 表参道のフラッグショップ「SOSU MIHARAYASUHIRO」を「MIHARAYASUHIRO TOKYO」として移転オープン。
東京コレクションにてAW10 MIHARAYASUHIRO レディースコレクションを発表。
  - 6月 パリコレクションにてヴィジュアルデザインスタジオWOWとコラボレーションを行う。
  - 10月 SS10 MIHARAYASUHIRO レディースコレクションをパリにてインスタレーション形式で発表する。
- 2011年1月 パリコレクションにてジャズピアニストの上原ひろみとコラボレーションを行った。
- 2021年
  - 3月、ジーユーとのコラボレーションアイテムを発売[1]。
  - 9月、福岡市にコンセプトショップ「メゾンエムワイラボ（Maison （MY） Labo. ）」を開店[2]。